# بلازما مغبرة

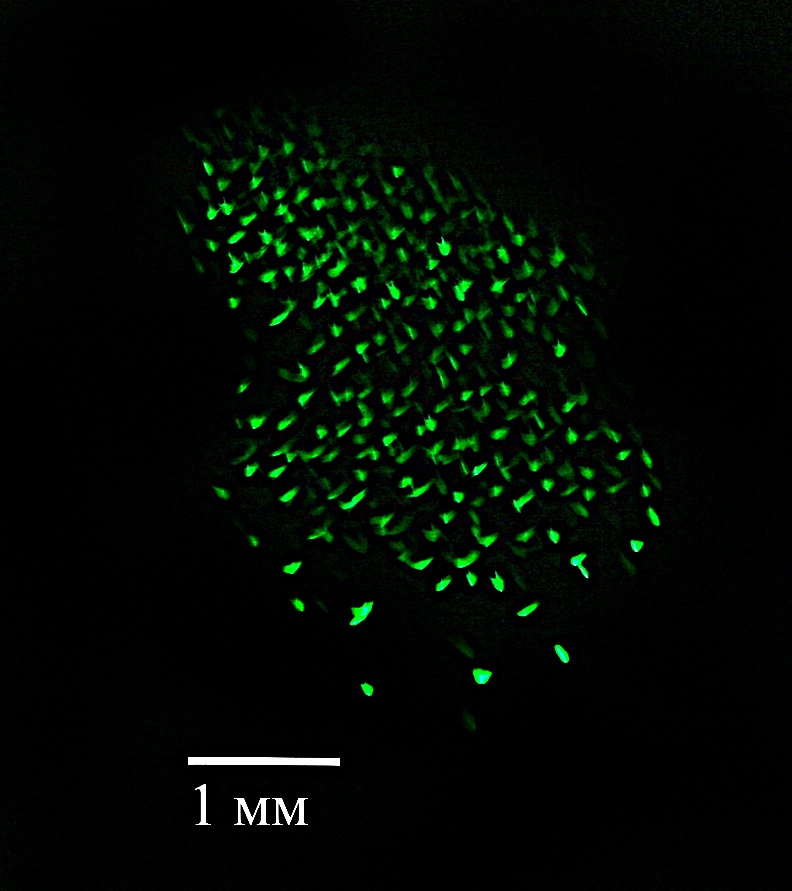

البلازما المغبرة أو Dusty plasma هي نوع من البلازما تحتوي على جسيمات احجامها بالنانومتر أو ميكرومتر وتكون معلقة به. تلك العوالق قد تكون مشحونة وتتصرف كالبلازما، القوانين التالية للكهرومغناطيسية تكون للغبار الذي حجمه حتى 10 نانومتر أو (100 نانومتر إن كانت لها شحنات كبيرة). جزيئات الغبار قد يكون نشأتها من الجسيمات الأكبر مما يكون ما يسمى بلازما حبيبية.
توجد البلازما المغبرة بالبلازما المعالجة صناعيا وبالبلازما الكونية.
اهتم العلماء بالبلازما المغبرة بسبب وجود جزيئات تبدل بشكل قوي توازن الجزيئ المشحون مما يؤدي لظاهرة مختلفة، وهي مجال الأبحاث الحالية. الاقتران الكهروستاتيكي ما بين الحبيبات يمكن أن يتفاوت خلال نطاق واسع لدرجة أن حالة البلازما المغبرة ممكن أن تتغير من ترابط ضعيف (غازي) إلى ترابط بلوري. الاهتمام بتلك البلازما بسبب عدم خضوع الجسيمات لنظام ترابط هاملتون. وبوصفها وسيلة لدراسة أساسيات الفيزياء العامة للتنظيم الذاتي ونمط التكوين ومرحلة الانتقالية والتدرج.

## الميزات
قد تكون درجة حرارة الغبار الموجود بالبلازما مختلفة بعض الشيء عن بيئتها المحيطة بها. فمثلا:
| عناصر البلازما المغبرة | درجة الحرارة |
| ---------------------- | ------------ |
| درجة حرارة الغبار      | 10 كلفن      |
| درجة حرارة الجزيء      | 100 كلفن     |
| درجة حرارة الأيون      | 1,000 كلفن   |
| درجة حرارة الإلكترون   | 10,000 كلفن  |

كمون كهربائي لجزيئات الغبار هي 1-10 ڤولت (سواء موجب أو سالب). بالغالب يكون الجهد أو الكمون سالب بسبب أن الإلكترونات تكون أكثر حركة من الأيونات.

## ديناميكية
لقد زاد الاهتمام بديناميكية الجزيئات المشحونة ضمن البلازما «بلازما مغبرة» خصوصاً بعد الكشوف التي حدثت حول بنية وتركيب حلقات زحل، وتمَّ تحديد المعادلات التي تضبط حركة الجزيئات الصلبة المشحونة ضمن البلازما، ويدخل في هذه المعادلات: قوة لورنتز، قوى الجاذبية، القوى الناتجة عن ضغط الإشعاع، قوى السحب، والقوى الحرارية.
قوة لورنتز هي القوة المؤثرة على شحنة كهربائية تتحرك في مجال كهربائي أو مجال مغناطيسي، وتسمى باسم العالم الهولندي هندريك لورنتز الذي اكتشفها، تكون قوة لورنتز في المجال المغناطيسي أكبر ما يمكن عندما يكون اتجاه حركة الشحنة عمودياً على خطوط المجال المغناطيسي، أما إذا تحركت الشحنة في اتجاه موازي لاتجاه خطوط المجال المغناطيسي فتكون قوة لورنتز معدومة أو لا تنشأ بالأصل، تعمل قوة لورنتز دائماً باتجاه عمودي على اتجاه حركة الشحنة وعلى خطوط المجالات المغناطيسية، تصف الكتب المعاصرة قوة لورنتز بأنها القوة التي يؤثر من خلالها مجال كهرومغناطيسي على شحنة نقطية، أما بعض الكتب القديمة فتفرق بين قوة لورنتز وقوة كولوم فالأولى هي قوة تأثير مجال مغناطيسي على جسيمات مشحونة متحركة، أما الثانية فهي تأثير مجال كهربائي على جسيمات مشحونة متحركة، أما الآن يميل العلماء لدمج القوتين بقوة واحدة ذات مركبتين.
أمَّا بالنسبة لقوة السحب فهناك مكونان رئيسيان لتحديدها وهما مكونان ناتجان من تفاعلات الجسيمات الشاردية موجبة الشحنة، وتفاعلات جسيمات الغبار معتدلة الشحنة ، أما القوى الحرارية فهي القوى التي تنشأ من التدرج في درجة الحرارة التي قد تكون موجودة في البلازما ومن خلل الضغط الناتج عن هذا الاختلاف الحراري.
اعتماداً على حجم الجزيئات المشحونة يمكن تقسيم البلازما المغبرة لأربع فئات:
- جزيئات صغيرة جداً
- حبوب صغيرة
- حبوب كبيرة
- جسيمات صلبة كبيرة

## البلازما المغبرة المخبرية
إنَّ البلازما هي حالة متميزة من حالات المادة يمكن وصفها بأنها غاز متأين تكون فيه الإلكترونات حرة وغير مرتبطة بذرة أو بجزيء، وهكذا يمكن تصنيف البلازما على أنها الحالة الرابعة التي يمكن أن تتواجد عليها المادة في الكون بالإضافة للحالات الصلبة والسائلة والغازية، تتمتع البلازما بصفات خاصة تميزها عن الغازات فعند تعريضها لحرارة أو إخضاعها لمجال كهرومغناطيسي عالٍ مثل الليزر أو موجة ميكرويف ييتم قذف الإلكترون بعيداً عن النواة فينتج عنها شحنات موجبة وسالبة تسمى أيونات ويترافق هذا الأمر بتفكك الروابط الجزيئية إذا وجدت، وهذا التواجد الكثيف للأيونات يجعل البلازما مادة ناقلة للكهرباء تتأثر بقوة بالمجال الكهرومغناطيسي، ليس للبلازما شكل أو حجم محدد فهي تأخذ شكل غاز معتدل، وأحياناً تتأثر بالمجال المغناطيسي فتكون لها بنية على شكل خيوط أو حزم أو طبقات مزدوجة، وقد تحتوي على جزيئات صلبة «غبار» وتسمى حينها «البلازما المغبرة».
يمكن تصنيع ودراسة البلازما المغبرة مخبرياً، حيث يمكن زرع الجزيئات الصلبة داخل البلازما أو يمكن إدخالها بطريقة مجهرية، وعادةً ما يتطلب ذلك استخدام بلازما مع درجة حرارة منخفضة ودرجة منخفضة من التشرُّد وبعدها تصبح الجسيمات المجهرية هي العنصر المسيطر فيما يتعلق بنقل الطاقة داخل البلازما، ويمكن اعتبار المزيج الناتج نظاماً مستقراً واحداً، ويمكن أن يتواجد هذا النظام بجميع الصور الكلاسيكية الثلاثة الصلبة والسائلة والغازية، ويمكن كذلك استخدامه لدراسة تأثيرات مثل التبلور وانتشار الموجات والصدمات ونحو ذلك.
عند استخدام جزيئات تصل لحجم الميكرومتر يمكن مراقبة الجسيمات المفردة، لأنَّ حركتها تكون بطيئة بما يكفي ليتم ملاحظتها على الكاميرات العادية، ويمكن أيضاً في هذه الحالة دراسة حركية النظام الناتج، ومع ذلك فبالنسبة للجزيئات ذات حجم الميكرومتر فإن الجاذبية تكون هي القوة المهيمنة التي تزعج استقرار النظام وبالتالي يتم إجراء التجارب في بعض الأحيان في ظل ظروف الجاذبية الصغرى أثناء الرحلات على متن محطة فضائية مثلاً.